# مینوا، ناگانو
مینوا، ناگانو (به لاتین: Minowa, Nagano) یک منطقهٔ مسکونی در ژاپن است که در استان ناگانو واقع شده‌است. مینوا ۸۵٫۹۱ کیلومترمربع مساحت و ۲۵٬۴۹۳ نفر جمعیت دارد.